# Wole Odegbami
Wole Odegbami (ur. 5 października 1962 w Ibadanie) – nigeryjski piłkarz grający na pozycji napastnika. W swojej karierze rozegrał 12 meczów i strzelił 2 gole w reprezentacji Nigerii. Jego brat Segun również był piłkarzem i reprezentantem kraju.

## Kariera klubowa
Swoją karierę piłkarską Odegbami rozpoczął w klubie Leventis United, w barwach którego zadebiutował w 1984 roku. Wraz z Leventis wywalczył mistrzostwo Nigerii w sezonie 1986 oraz zdobył dwa Puchary Nigerii w sezonach 1984 i 1986. W latach 1988–1989 grał w JIB Rock Strikers.
W 1990 roku Odegbami wyjechał na Cypr i w latach 1990–1992 grał w EPA Larnaka, a w sezonie 1992/1993 w Enosis Neon Paralimni. W sezonie 1993/1994 występował w austriackim SKN St. Pölten. Następnie grał w angielskich amatorskich klubach takich jak: Dulwich Hamlet, Grays Athletic, Purfleet FC i Bromley FC.

## Kariera reprezentacyjna
W reprezentacji Nigerii Odegbami zadebiutował 4 stycznia 1987 w zremisowanym 0:0 meczu Igrzysk Afrykańskich 1987 z Wybrzeżem Kości Słoniowej, rozegranym w Lagos. W 1988 roku powołano go do kadry na Puchar Narodów Afryki 1988. Na tym turnieju zagrał w trzech meczach grupowych: Kenią (3:0), z Kamerunem (1:1) i z Egiptem (0:0). Z Nigerią wywalczył wicemistrzostwo Afryki. W tym samym roku wziął również udział w Igrzyskach Olimpijskich w Seulu. Od 1987 do 1994 wystąpił w kadrze narodowej 12 razy i strzelił 2 gole.